# Inácio Moreira

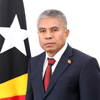
Inácio Moreira

Inácio Freitas Moreira (* 1. Februar 1962 in Quelicai, Baucau, Portugiesisch-Timor) ist ein Politiker aus Osttimor und Mitglied der Partei FRETILIN. Von 2006 bis 2018 war er mehrmals im Kabinett Osttimors.

## Leben
Nach den Unruhen in Osttimor 2006 und dem Rücktritt von Premierminister Marí Alkatiri wurde Moreira am 14. Juli 2006 unter dem neuen Regierungschef José Ramos-Horta Minister für Verkehr und Kommunikation und löste damit Ovídio Amaral ab, der bereits am 25. Juni aus Protest gegen Alkatiri sein Amt niedergelegt hatte. Zuvor war Moreira Dekan der Fakultät für Ingenieurswesen an der Nationaluniversität Osttimors (UNTL). Hier wurde Vítor da Conceição Soares sein Nachfolger.

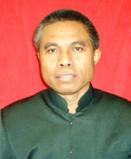
Inácio Freitas Moreira (2007)

Als Ramos-Horta am 18. Mai 2007 als Premierminister zurücktrat, um das Amt des Staatspräsidenten zu übernehmen, blieb Moreira auch unter dessen Nachfolger Estanislau da Silva Verkehrs- und Kommunikationsminister. Nach den Wahlen 2007 und der Vereidigung von Xanana Gusmão zum neuen Premierminister wurde das Ministerium für Infrastruktur geschaffen, das von Pedro Lay geführt wurde. Moreira zog bei den Wahlen 2007 als Abgeordneter der FRETILIN in das Nationalparlament Osttimors ein. Hier wurde er Mitglied der Kommission für Infrastruktur und Soziale Einrichtungen (Kommission G). Bei den Parlamentswahlen 2012 gelang Moreira der Wiedereinzug. Er wurde Mitglied der Kommission für Infrastruktur, Transport und Kommunikation (Kommission E).
2015 wurde Moreira im Rahmen der Regierungsbildung am 16. Februar zum zweiten Vizeminister für den öffentlichen Dienst, Transport und Telekommunikation vereidigt. Seinen Sitz im Parlament musste er daher aufgeben. Bei den Wahlen 2017 scheiterte Moreira auf Platz 34 der Wahlliste der FRETILIN. Mit Antritt der VII. Regierung am 15. September 2017 endete Pereiras Amtszeit im Kabinett zunächst, doch erhielt er in der zweiten Ernennungsrunde am 29. September den Posten des Vizeminister für Entwicklung für Transport und Kommunikation und wurde am 3. Oktober vereidigt. Seine Amtszeit als Vizeminister endete mit Antritt der VIII. Regierung Osttimors am 22. Juni 2018.
Moreira ist Mitglied des Zentralkomitees und der Finanzaufsicht der FRETILIN. Außerdem ist er Vereinspräsident des Sportvereins AS Ponta Leste.

## Ausbildung
Von 2012 bis 2013 nahm Moreia, der einen Master innehat, an einem Doktorandenstudium an der Universidade Nasionál Timór Lorosa'e (UNTL) teil.